# Paradoxostoma maxillulahamatum
Paradoxostoma maxillulahamatum is een mosselkreeftjessoort uit de familie van de Paradoxostomatidae. De wetenschappelijke naam van de soort is voor het eerst geldig gepubliceerd in 1979 door Hartmann.